# Теплички
Теплички (словац. Tepličky) — село в окрузі Глоговец Трнавського краю Словаччини. Площа села 5,67 км². Станом на 31 грудня 2015 року в селі проживало 320 жителів.

## Історія
Перші згадки про село датуються 1113 роком.

## Населення
| Рік:            | 1994. | 2004.   | 2014.    | 2024.   |
| --------------- | ----- | ------- | -------- | ------- |
| Кількість осіб: | 265   | 275     | 310      | 317     |
| Різниця:        |       | +3,77 % | +12,72 % | +2,25 % |

| Рік:            | 2023. | 2024.   |
| --------------- | ----- | ------- |
| Кількість осіб: | 318   | 317     |
| Різниця:        |       | -0,31 % |